# Ланкратов Микола Олексійович
Микола Олексійович Ланкратов (нар. 7 березня 1944, тепер Долинського району Кіровоградської області) — український радянський діяч, новатор сільськогосподарського виробництва, комбайнер колгоспу «Україна» Долинського району Кіровоградської області. Депутат Верховної Ради УРСР 10-го скликання.

## Біографія
Народився в селянській родині, батько загинув під час німецько-радянської війни. Трудову діяльність розпочав у 1959 році причіплювачем тракторної бригади колгоспу імені Шевченка Долинського району Кіровоградської області.
Закінчив Новгородківське професійно-технічне училище Кіровоградської області, здобув спеціальність механізатора.
До кінця 1967 року служив у Радянській армії в Ленінградському військовому окрузі.
З 1967 року — комбайнер колгоспу «Україна» Долинського району Кіровоградської області. У 1977 році намолотив на комбайні «Колос» 24.600, а у 1978 році — 21 тисячу центнерів пшениці.
Член КПРС з 1972 року.
Потім — на пенсії в селі Новомихайлівці Долинського району Кіровоградської області.

## Нагороди
- орден Леніна
- орден Трудового Червоного Прапора
- медалі